# Euprimitiidae
De Euprimitiidae zijn een familie van uitgestorven kreeftachtigen uit de klasse van de Ostracoda (mosselkreeftjes).

## Geslachten
- Euprimitiinae †
- Gryphiswaldensiinae †